# Stomatochaeta condensata
Espèce
Stomatochaeta condensata est une espèce de plante à fleurs endémique du Venezuela appartenant à la famille des Asteraceae.